# Лангенмантель, Людвиг фон
Людвиг фон Лангенмантель (нем. Ludwig von Langenmantel, родился 4 апреля 1854 года в Кельхайме — † 6 октября 1922 года в Мюнхене), также известен как Людвиг Лангенмантель фон Вестхайм — немецкий художник знатного происхождения.

## Биография

### Ранние годы
Людвиг фон Лангенмантель происходил из аугсбургской дворянского рода. Он родился 4 апреля 1854 года в городе Кельхайм.
С детства Людвиг был окружён художниками или людьми близкими к изобразительному искусству. Его отец, Отто фон Лангенмантель (1816–1875), родился в местечке Вайлер недалеко от Кемптена, учился в Мюнхенской академии художеств и трудился в Баварии в строительном бизнесе. Отто фон Лангенмантель возглавлял в период с 1850 по 1856 года работы по возведению монумента Зала освобождения близ Кельхайма. Мать будущего художника, Магдалена фон Лангенмантель (1825–1900) была дочерью художника-баталиста Альбрехта Адама (1786–1862). Братья матери, Бенно Адам (1812-1892), Франц Адам (1815-1886) и Евгений Адам (1817–1880) тоже были художниками.
Первые эксперименты в области рисования юный Людвиг фон Лангенмантель делал в мастерской своего деда. С 1869 года будущий мастер учился в Мюнхенской академии художеств, а в 1874 году стал учеником Карла Теодора фон Пилоти. В 1875 году он уже сам давал уроки живописи принцессе Марии Ангальт-Дессау.

### Признание
Лангенмантель стал известен как мастер исторической живописи и жанровый художник. В 1876 г. он создал работу «Арест химика Лавуазье», в 1879 году — «Проповедь Савонаролы против роскоши и излишеств». 
В 1885 году художник написал несколько картин для интерьеров дворца Херренкимзее, принадлежавшего королю Баварии Людвигу II. Людвиг принимал участие в росписи дюседпортов, а также создал полотна «Битва при Неервиндене» и «Торжественное собрание королевского двора в Версале». 
С 1886 по 1919 год Людвиг фон Лангенмантель работал учителем в Мюнхенской королевской школе изящных искусств. В течение этого времени он также принимал участие в создании плафонов во дворце великих герцогов в Люксембурге. В 1896 году об этих работах вышла отдельная книга.
Людвиг фон Лангенмантель скончался 6 октября 1922 года в Мюнхене.
Дочь художника Эрна фон Лангенмантель-Райценштайн (1890–1968) работала скульптором и резчиком силуэтов в Мюнхене. Она создала портретный бюст своего отца. Пфальцский художник Генрих Штриффлер был одним из учеников Лангенмантеля.

## Известные работы

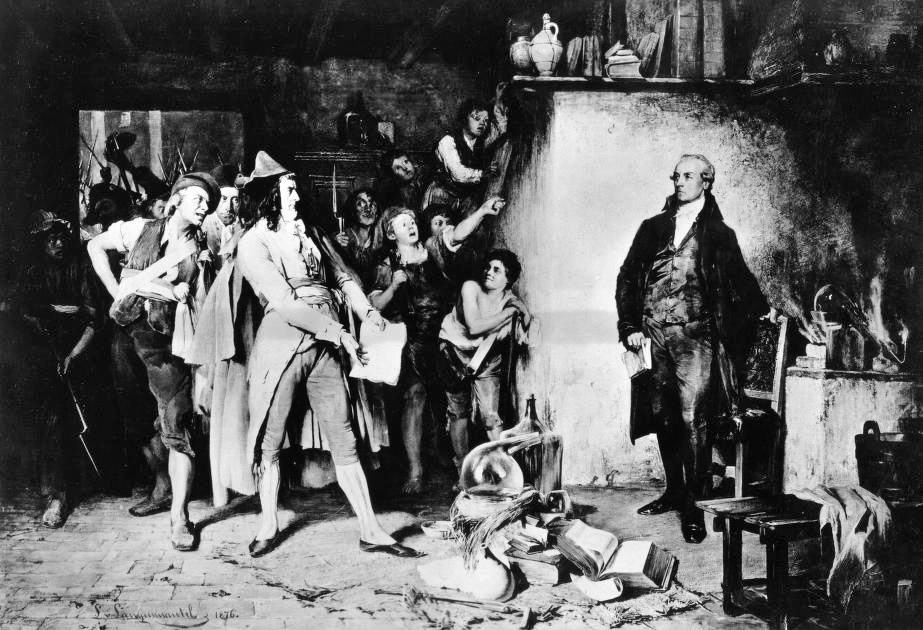
Казнь Лавуазье, 1876
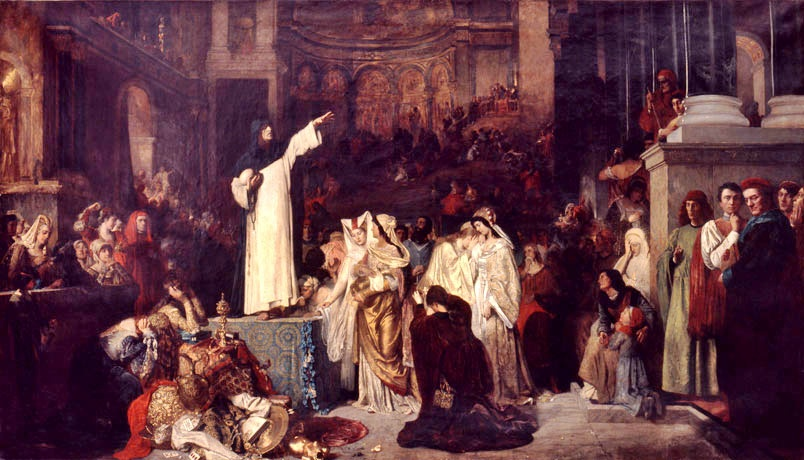
Проповоедь Савонаролы против излишеств и роскоши, 1879
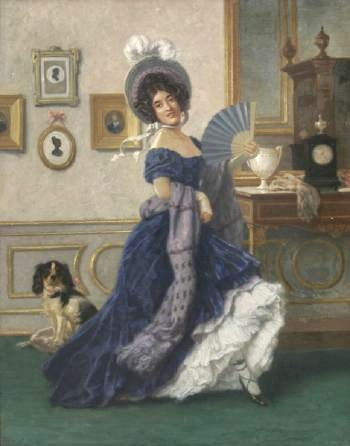
Дама с веером
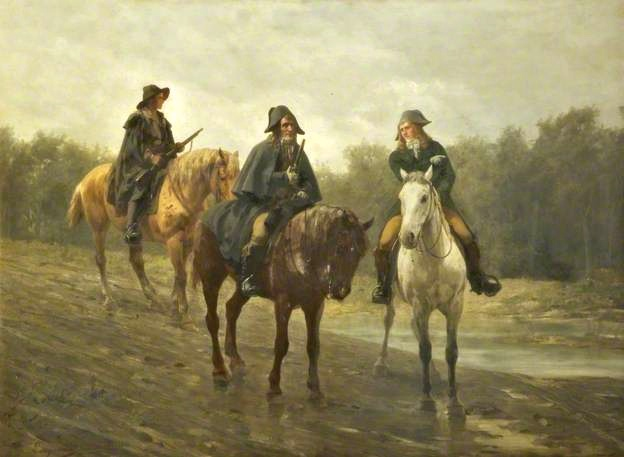
Конный патруль
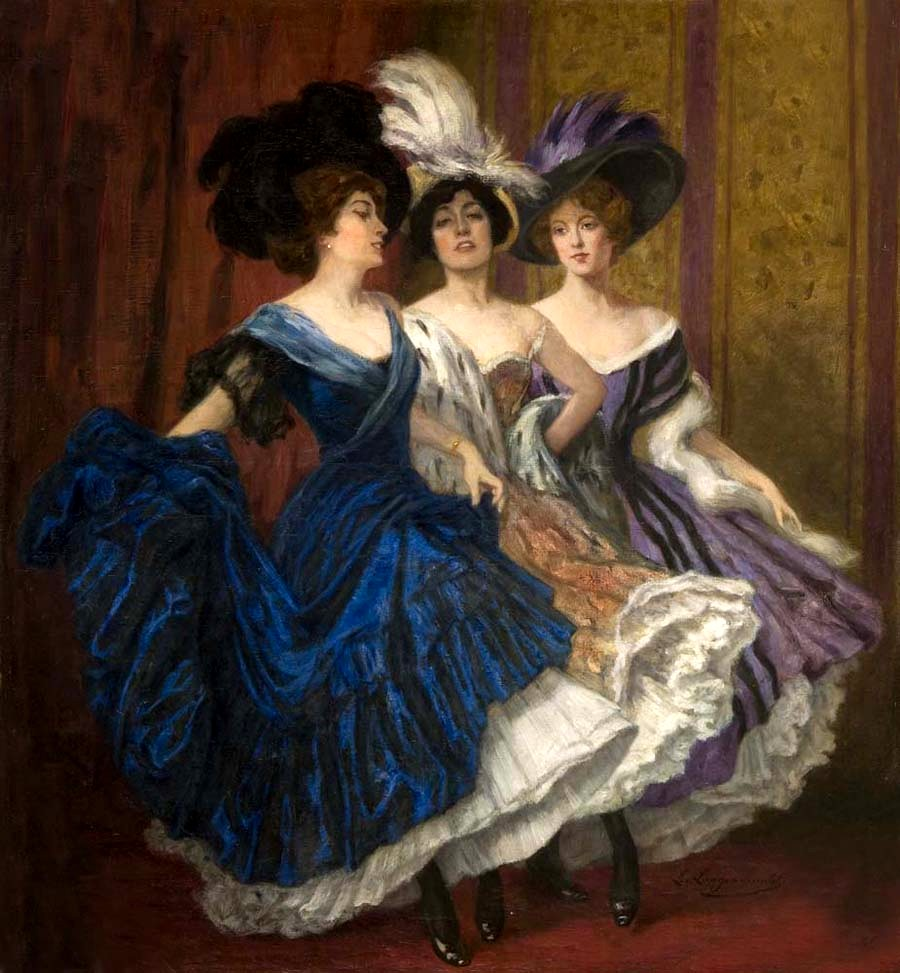
Три танцовщицы
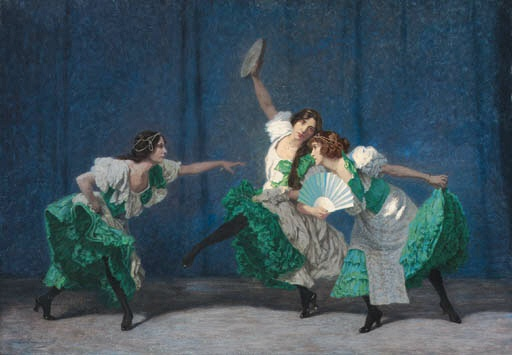
Испанские танцовщицы на сцене
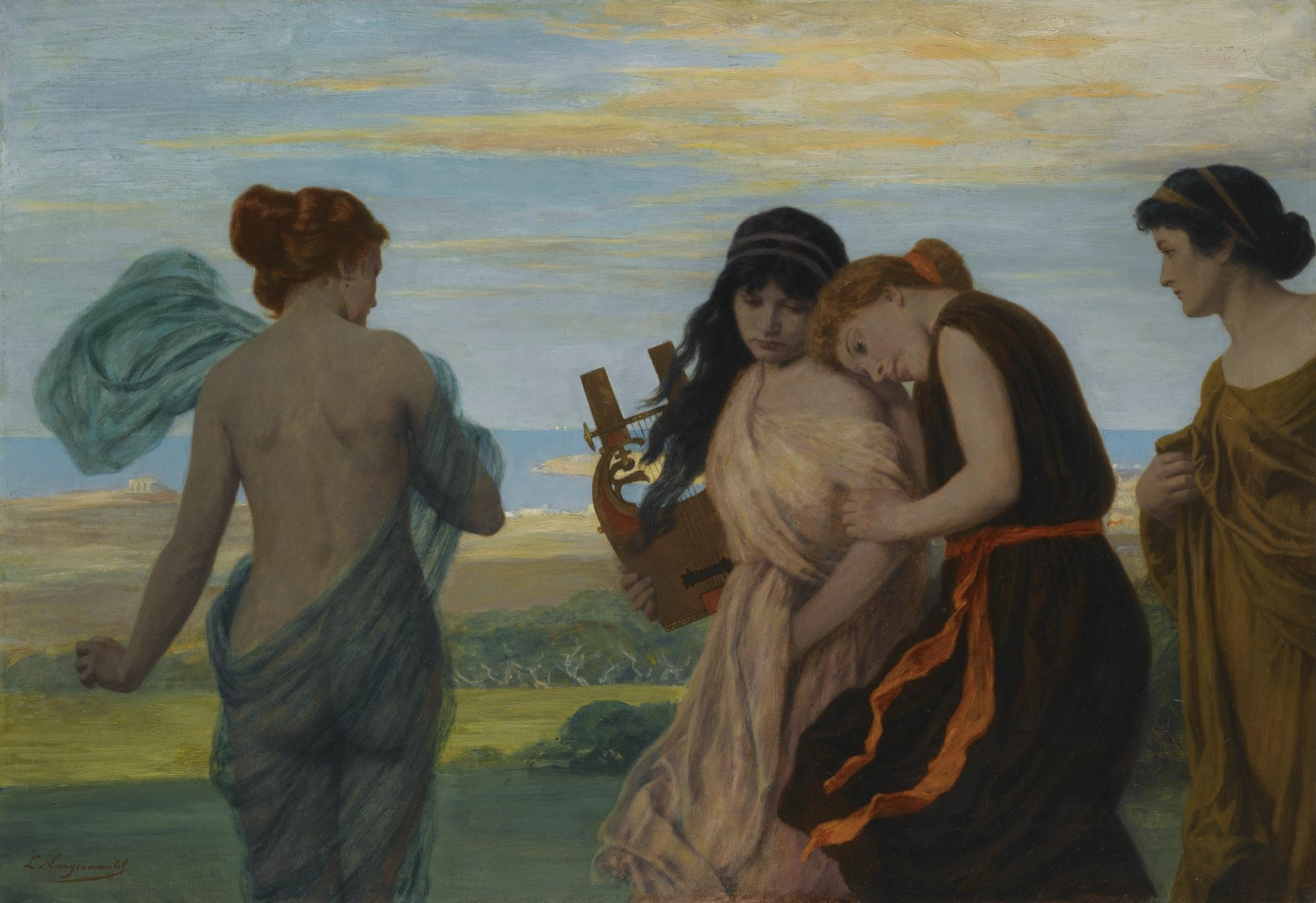
Хоровод
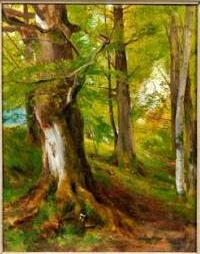
Весна в Бухенвальде